# Przegnojów
Przegnojów (ukr.  Перегноїв) – wieś na Ukrainie w rejonie lwowskim (wcześniej w rejonie złoczowskim) obwodu lwowskiego.

## Historia
Pod koniec XIX w. wieś w powiecie przemyślańskim.
W 1921 wieś liczyła 228 zagród i 1142 mieszkańców, w tym 893 Ukraińców, 230 Polaków i 19 Żydów. W 1931 zagród było 264 a mieszkańców 1286.